# منتخب ساموا الأمريكية لسباعيات الرغبي
منتخب ساموا الأمريكية لاتحاد الرغبي هو ممثل ساموا الأمريكية الرسمي في المنافسات الدولية في اتحاد الرغبي
.